# Mike Ness
Michael James Ness (Lynn, Massachusetts, Estats Units, 3 d'abril de 1962), més conegut com a Mike Ness, és el guitarrista, cantant i compositor principal del grup de punk rock Social Distortion i l'únic membre original de la primera formació de la banda, des de la mort de Dennis Danell en 2000.

## Biografia
Després que els seus pares el fessin fora de casa quan tenia 15 anys, Mike va començar a consumir drogues i a cometre delictes menors, entraria a l'escena punk i fundaria Social Distortion l'any 1978. La seva addicció a la droga esdevindria un problema per la banda, que els va fer plantejar-se la dissolució després d'editar el seu primer disc, Mommy's Little Monster. Part d'aquests problemes interns són captats en el documental Another State of Mind (1984) on es mostra una gira fallida pels Estats Units de Social Distortion i altres bandes.
Poc després, estaria pres per possessió de drogues. En ser posat en llibertat, Mike Ness no tenia diners i es fica a pintar cases per tal de finançar el que seria el segon disc, anomenat Prison Bound, és per això que hi ha una diferència de 5 anys entre ambdós discs.
El grup signaria amb Epic Records i a partir d'aquest moment la seva fama creixeria fins avui, sent una de les bandes més respectades de Califòrnia, amb una concentració de fans fidels arreu del món. A pesar d'haver sorgit com una banda de punk rock, una gran part dels seus seguidors pertanyen al l'estil rockabilly.
Mike Ness va anomenar en reiterades ocasions a Johnny Cash i Johnny Thunders (ex New York Dolls) com les seves majors i principals influències.
En 1999, Ness trauria el seu primer treball en solitari Cheating at Solitaire i Under the Influences, aquest últim és un compacte de covers reivindicant les seves influències en la música folk i country americanes, en el qual compta amb la participació del llegendari Brian Setzer, cantant de Stray Cats.

## Discografia

### Àlbums en solitari
- Cheating at Solitaire (1999)
- Under the Influences (1999)

### Àlbums amb Social Distortion
- Mommy's Little Monster (1983)
- Prison Bound (1988)
- Social Distortion (álbum) (1990)
- Somewhere Between Heaven And Hell (1992)
- Mainliner: Wreckage From the Past (1995)
- White Light, White Heat, White Trash (1996)
- Live at the Roxy (1998)
- Sex, Love and Rock 'n' Roll (2004)
- Hard Times and Nursery Rhymes (2010)